# جائزة السلام على الأرض
جائزة السلام في تيريس للسلام والحرية (بالإنجليزية: Pacem in Terris Peace and Freedom Award)‏ هي جائزة سلام كاثوليكية تُمنح سنويًا منذ عام 1964، إحياءً لذكرى الرسالة العامة لعام 1963 السلام على الأرض للبابا يوحنا الثالث والعشرون.